# Sally Jewell
Sarah Margaret Roffey Jewell (ur. 21 lutego 1956 w Londynie, Wielka Brytania) – amerykańska polityk.
6 lutego 2013 prezydent Barack Obama mianował ją na stanowisko sekretarza zasobów wewnętrznych Stanów Zjednoczonych.
10 kwietnia 2013 Senat Stanów Zjednoczonych zatwierdził jej nominację. 12 kwietnia 2013 została zaprzysiężona na sekretarza zasobów wewnętrznych.